# Александрина Луиза Датская
Принцесса Александрина Луиза Датская (12 декабря 1914 — 26 апреля 1962) — принцесса Датская; в замужестве — графиня Кастель-Кастель.

## Жизнь

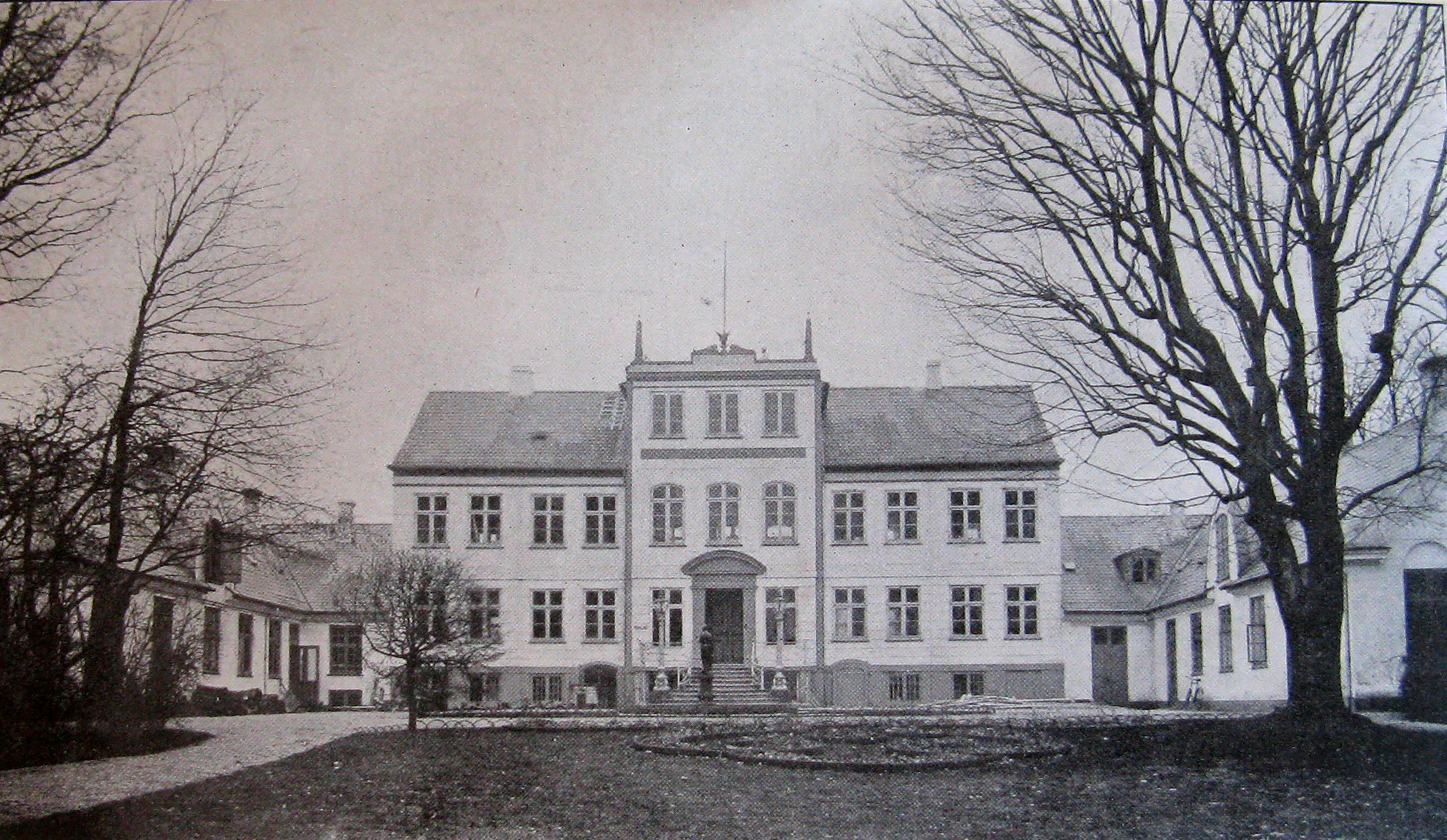
Место рождения Александрины Луизы — загородный дом Jægersborghus в 1909 году.

Принцесса Александрина Луиза Датская родилась 12 декабря 1914 года в семье принца Харальда Датского и его супруги Елены Аделаиды Шлезвиг-Гольштейнской в загородном доме родителей Jægersborghus к северу от Копенгагена. Её отец был сыном короля Фредерика VIII  и королевы Луизы. Принцесса стала третьим ребёнком и дочерью в семье.
Александрина Луиза рассматривалась британским королевским домом как возможная супруга принца Уэльского Эдуарда, будущего короля Эдуарда VIII. Но помолвки так и не произошло.
Своего будущего супруга, графа Луитпольда Кастель-Кастель принцесса Александрина Луиза встретила в Берлине в 1936 году на летних Олимпийских играх. Он был сыном графа Отто Фредерика Кастель-Кастель и его супруги принцессы Амелии Лёвенштейн-Вертгейм-Фрейденбергской. 24 августа 1936 года было объявлено о помолвке. Разрешение на брак было специально получено от дяди принцессы короля Кристиана X. Луитпольд и Александрина Луиза поженились 22 января 1937 года в Кристиансборгском дворце в Копенгагене. Свадьба была снята на видео и сейчас хранится в Датском институте кино.
У пары родилось трое детей:
- Амелия-Александрина (род. 1938) вышла замуж за Оскара фон Миллера в 1965 году, трое детей;
- Тира (род. 1939) вышла замуж за Карла Морица Моесс в 1961 году, четверо детей;
- Отто Леопольд (1942 — 1943) - умер во младенчестве.

Граф Луитпольд погиб во время Второй мировой войны в болгарском городе Банкя 6 (или 8) ноября 1941 года. Александрина Луиза скончалась в 1962 году в возрасте 47 лет.